# PEC in het seizoen 1937/38
Het seizoen 1937/1938 was het 28e jaar in het bestaan van de Zwolse voetbalclub PEC. De club kwam uit in de Eerste Klasse Oost.

## Wedstrijdstatistieken

### Eerste Klasse Oost
| AVC Heracles                                                       |                                                                                                |               |                                                                |
|                                                                    | PEC                                                                                            | 1 – 3 (1 – 1) | AVC Heracles                                                   |
| 24 oktober 1937 Plaats: Zwolle Gemeentelijk Sportpark              | Koeke Westerhuis                                                                               |               | 45' Wim Tusveld Frens van der Veen                             |
|                                                                    | AVC Heracles                                                                                   | 4 – 1 (3 – 0) | PEC                                                            |
| 6 februari 1938 Plaats: Almelo Gemeentelijk Sportpark Bornsestraat | Broer Direkink 25' Wim Tusveld 30' Wim Tusveld 31' Wim Tusveld 72'                             |               | 53' (e.d.) Henk Koldewijn                                      |
| Go Ahead                                                           |                                                                                                |               |                                                                |
|                                                                    | PEC                                                                                            | 0 – 1 (0 – 0) | Go Ahead                                                       |
| 10 oktober 1937 Plaats: Zwolle Gemeentelijk Sportpark              |                                                                                                | IJsselderby   | 86' Jan Kolkman                                                |
|                                                                    | Go Ahead                                                                                       | 3 – 0 (2 – 0) | PEC                                                            |
| 16 januari 1938 Plaats: Deventer De Adelaarshorst                  | Kieftenbelt 10' Jan Kolkman (pen) Herman Koopman                                               | IJsselderby   |                                                                |
| HVV Tubantia                                                       |                                                                                                |               |                                                                |
|                                                                    | PEC                                                                                            | 0 – 2 (0 – 0) | HVV Tubantia                                                   |
| 9 januari 1938 Plaats: Zwolle Gemeentelijk Sportpark               |                                                                                                |               | 75' Visscher                                                   |
|                                                                    | HVV Tubantia                                                                                   | 5 – 1 (2 – 1) | PEC                                                            |
| 3 oktober 1937 Plaats: Hengelo Sportpark De Bijenkorf              | van Heerde 23' Toon Visser 55' Weustink Toon Visser                                            |               | (pen) Lulof Heetjans                                           |
| Sportclub Enschede                                                 |                                                                                                |               |                                                                |
|                                                                    | PEC                                                                                            | 4 – 2 (2 – 0) | Sportclub Enschede                                             |
| 14 november 1937 Plaats: Zwolle Gemeentelijk Sportpark             | Frans Tausch 15' Jan Doorneweert Jan van der Meulen 80' Jan Doorneweert 85'                    |               | Johan Gerritsen Gerrit Nagels                                  |
|                                                                    | Sportclub Enschede                                                                             | 1 – 1 (0 – 1) | PEC                                                            |
| 6 maart 1938 Plaats: Enschede G.J. van Heekpark                    | Wim ten Duis 58'                                                                               |               | 18' Jan van der Meulen                                         |
| AGOVV                                                              |                                                                                                |               |                                                                |
|                                                                    | PEC                                                                                            | 0 – 2 (0 – 1) | AGOVV                                                          |
| 13 maart 1938 Plaats: Zwolle Gemeentelijk Sportpark                |                                                                                                |               | 30' Jo Kluin                                                   |
|                                                                    | AGOVV                                                                                          | 4 – 1 (2 – 1) | PEC                                                            |
| 21 november 1937 Plaats: Apeldoorn Sportpark Berg & Bos            | Ribbers 41' Denner 43' Cornelissen 75' Ribbers                                                 |               | 20' Jan Doorneweert                                            |
| WVV Wageningen                                                     |                                                                                                |               |                                                                |
|                                                                    | PEC                                                                                            | 1 – 1 (1 – 1) | WVV Wageningen                                                 |
| 26 september 1937 Plaats: Zwolle Gemeentelijk Sportpark            | Jan van der Meulen (pen) 36'                                                                   |               | 35' (pen) Hulshof                                              |
|                                                                    | WVV Wageningen                                                                                 | 7 – 1 (2 – 1) | PEC                                                            |
| 19 december 1937 Plaats: Wageningen Stadion de Wageningse Berg     | Holleman 18' Zittersteyn 30' G v.d.Mey 51' Hulshof (pen) 68' G v.d.Mey 74' R Hey 80' G v.d.Mey |               | 40' Koeke Westerhuis                                           |
| Z.A.C.                                                             |                                                                                                |               |                                                                |
|                                                                    | PEC                                                                                            | 1 – 4 (0 – 2) | ZAC                                                            |
| 23 januari 1938 Plaats: Zwolle Gemeentelijk Sportpark              | Syp de Rooy                                                                                    |               | 17' Klaas Coers 19' Arie Schuit 70' Arie Schuit Aart Westerink |
|                                                                    | ZAC                                                                                            | 0 – 2 (0 – 0) | PEC                                                            |
| 17 oktober 1937 Plaats: Zwolle Sportpark Veerallee                 |                                                                                                |               | Frans Tausch 90' Jan van der Meulen                            |
| N.E.C.                                                             |                                                                                                |               |                                                                |
|                                                                    | PEC                                                                                            | 1 – 2 (1 – 0) | N.E.C.                                                         |
| 26 december 1937 Plaats: Zwolle Gemeentelijk Sportpark             | Jan Doorneweert 30'                                                                            |               | Jan Lodenstijn 85' Piet ten Velde                              |
|                                                                    | N.E.C.                                                                                         | 0 – 0 (0 – 0) | PEC                                                            |
| 19 september 1937 Plaats: Nijmegen Goffertstadion                  |                                                                                                |               |                                                                |
| HVV Hengelo                                                        |                                                                                                |               |                                                                |
|                                                                    | PEC                                                                                            | 5 – 2 (3 – 2) | HVV Hengelo                                                    |
| 20 februari 1938 Plaats: Zwolle Gemeentelijk Sportpark             | Harry Kliphuis 20' Frans Tausch (pen) ) Syp de Rooy 75' Syp de Rooy Jan van der Meulen         |               | 1' Analbers                                                    |
|                                                                    | HVV Hengelo                                                                                    | 2 – 0 (0 – 0) | PEC                                                            |
| 7 november 1937 Plaats: Hengelo Sportpark De Waarbeek              | Analbers jr 55' Budding 83'                                                                    |               |                                                                |

### Promotie/degradatie
| NCV & AV Quick                                        |                                                                       |               |                                                                      |
|                                                       | PEC                                                                   | 1 – 5 (1 – 3) | NCV & AV Quick                                                       |
| 8 mei 1938 Plaats: Zwolle Gemeentelijk Sportpark      | Piet Vogelzang 20'                                                    |               | 5' van der Tol ten Oever van der Tol 68' den Engelsman 73' ten Oever |
|                                                       | NCV & AV Quick                                                        | 6 – 0 (3 – 0) | PEC                                                                  |
| 27 maart 1938 Plaats: Nijmegen Sportpark Hazenkamp    | van der Tol 28' van der Tol D Lampe Hans van Daal 85' Engelsman (pen) |               |                                                                      |
| Rigtersbleek                                          |                                                                       |               |                                                                      |
|                                                       | PEC                                                                   | 1 – 2 (1 – 1) | vv Rigtersbleek                                                      |
| 10 april 1938 Plaats: Zwolle Gemeentelijk Sportpark   | Jan Doorneweert 35'                                                   |               | 20' Zwijnenberg Oelen                                                |
|                                                       | vv Rigtersbleek                                                       | 4 – 0 (0 – 0) | PEC                                                                  |
| 24 april 1938 Plaats: Enschede Sportpark Rigtersbleek | Zwijnenberg 66' Oelen 70' Geels 83' Oelen                             |               |                                                                      |

## Statistieken PEC 1937/1938

### Eindstand PEC in de Nederlandse Eerste Klasse Oost 1937 / 1938
| Stand | Gespeeld | Gewonnen | Gelijk | Verloren | Punten | Doelpunten voor | Doelpunten tegen |
| ----- | -------- | -------- | ------ | -------- | ------ | --------------- | ---------------- |
| 10e   | 18       | 3        | 3      | 12       | 9      | 20              | 45               |

### Punten per tegenstander
|       | AVC Heracles | Go Ahead | HVV Tubantia | Sportclub Enschede | AGOVV | WVV Wageningen | Z.A.C. | N.E.C. | HVV Hengelo |
| ----- | ------------ | -------- | ------------ | ------------------ | ----- | -------------- | ------ | ------ | ----------- |
| Thuis | 0            | 0        | 0            | 2                  | 0     | 1              | 0      | 0      | 2           |
| Uit   | 0            | 0        | 0            | 1                  | 0     | 0              | 2      | 1      | 0           |

### Doelpunten per tegenstander
|       | AVC Heracles | Go Ahead | HVV Tubantia | Sportclub Enschede | AGOVV | WVV Wageningen | Z.A.C. | N.E.C. | HVV Hengelo | Totaal |
| ----- | ------------ | -------- | ------------ | ------------------ | ----- | -------------- | ------ | ------ | ----------- | ------ |
| Thuis | 1            | 0        | 0            | 4                  | 0     | 1              | 1      | 1      | 5           | 13     |
| Uit   | 1            | 0        | 1            | 1                  | 1     | 1              | 2      | 0      | 0           | 7      |
|       |              |          |              |                    |       |                |        |        |             | 20     |